# Pustelnik (obraz Michaiła Niestierowa)
Pustelnik (ros. Пустынник) – obraz olejny Michaiła Niestierowa, wykonany w latach 1888–1889.

## Okoliczności powstania obrazu
W twórczości Michaiła Niestierowa w pierwszym okresie jego działalności artystycznej (do rewolucji październikowej), według słów samego malarza, dominowała tematyka religijna, związana z obecnością prawosławia w kulturze rosyjskiej. Niestierow wspominał, iż pragnął uniknąć ukazywania na obrazach gwałtownych namiętności, preferując przedstawianie spokoju, harmonii pejzażu rosyjskiego i życia duchowego człowieka.
Pustelnik był w malarstwie rosyjskim całkowicie nowym ujęciem znanego tematu – portretu prawosławnego starca-mnicha. Nie był to ani portret oficjalny, wykonywany na zamówienie władz cerkiewnych, ani też obraz artysty nastawionego negatywnie do życia monastycznego. Jako model dla dzieła posłużył zakonnik Ławry Troicko-Siergijewskiej, pustelnik Gordiej. Niestierow stworzył pierwszą wersję obrazu w 1888. Po roku wrócił do tematu, tworząc obraz o znaczniejszych rozmiarach i bardziej rozbudowanej kompozycji.

## Opis i wymowa obrazu
Starzec mnich został ukazany w czasie spaceru nad brzegiem zbiornika wodnego. Jest ubrany w szaty zakonne i proste rosyjskie obuwie, wspiera się na lasce. Jest to duchowny w podeszłym wieku, z długą siwą brodą. Twarz mężczyzny wyraża wewnętrzny spokój i siłę. Niestierow ukazał mnicha będącego prostym człowiekiem, niezajmującego się dylematami współczesnej filozofii, opierającego swój światopogląd na niemal dziecięcej wierze. Ukazanie duchownego na łonie nieskażonej natury podkreśla jego szczerość, prostotę i szczęście wynikające z prowadzonego trybu życia.
Niestierow umieścił mnicha na tle wody, której brzegi porastają nieliczne drzewa, na ścieżce przez łąkę ukazaną wczesną wiosną. Spokój krajobrazu, podkreślony przez użyte kolory (przewaga szarości) harmonijnie łączy się z wewnętrznym spokojem pustelnika. Rosyjskość krajobrazu podkreśla pojawiająca się po prawej stronie kalina koralowa.
Pustelnik był pierwszym obrazem Niestierowa, jaki trafił do zbiorów Galerii Tretiakowskiej